# Державний кордон Японії

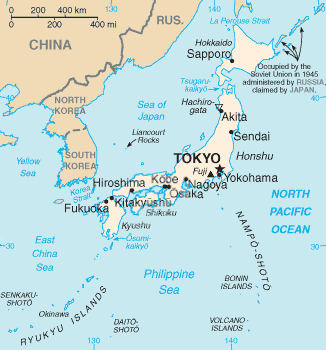
Карта Японії

Державний кордон Японії — державний кордон, лінія на поверхні Землі та вертикальна поверхня, що проходить по цій лінії, що визначають межі державного суверенітету Японії над власними територією, водами, природними ресурсами в них і повітряним простором над ними. Японія не має сухопутного державного кордону.

## Морські кордони
Японія має лише морські кордони. На півночі вона межує з Росією. Країна омивається водами Тихого океану безпосередньо на сході та окремих його морів, на півночі — Охотського, на заході Японського, на південному заході — Східнокитайського, на півдні — Філіппінського морів. Між островами Хонсю, Сікоку та Кюсю розташоване Внутрішнє Японське море. Загальна довжина морського узбережжя 29,75 тис. км. Згідно з Конвенцією Організації Об'єднаних Націй з морського права (UNCLOS) 1982 року, протяжність територіальних вод країни встановлено в 12 морських миль (22,2 км), зі зменшенням аж до 3 морських миль в міжнародних протоках Лаперуза, Цугару, Осумі, Корейській. Прилегла зона, що примикає до територіальних вод, в якій держава може здійснювати контроль необхідний для запобігання порушень митних, фіскальних, імміграційних або санітарних законів простягається на 24 морські милі (44,4 км) від узбережжя (стаття 33). Виключна економічна зона встановлена на відстань 200 морських миль (370,4 км) від узбережжя.

## Спірні ділянки кордону
Кордони країни врегульовані лише частково. Японський уряд не визнає російської окупації південних Курильських островів — Ітуруп, Кунашир, Шикотан і групи Хабомай, що були захоплені СРСР наприкінці Другої світової війни. В Японії ці острови називаються «північними територіями» й адміністративно включаються до складу префектури Хоккайдо. Так само японці не визнають юрисдикції Республіки Корея над островом-скелею Такесіма в Японському морі. На півдні Японія володіє островами Сенкаку, на які претендують сусідні китайські держави — комуністичний КНР і тайванська Республіка Китай.

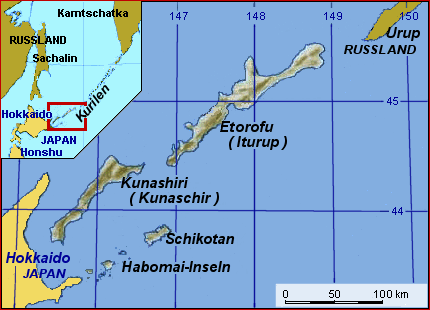
Карта Південних Курил
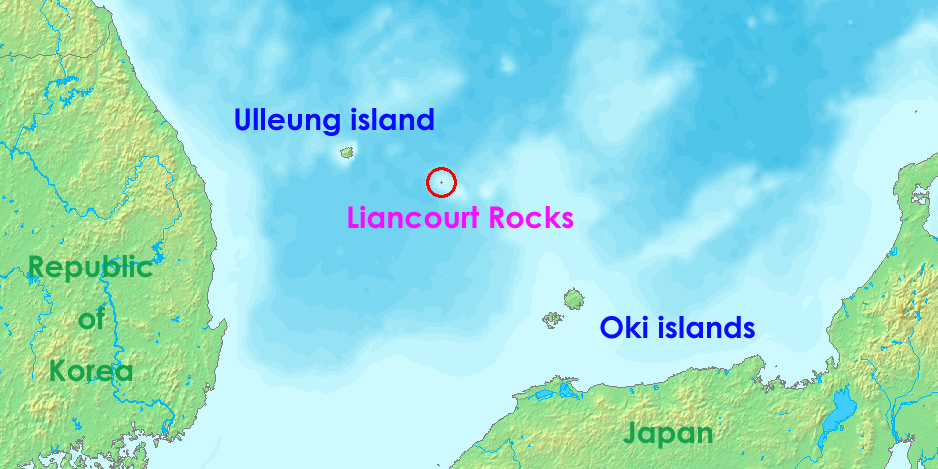
Острови Ліанкур  у Японському морі
Острови Сенкаку